# Xã Liberty, Quận Clinton, Iowa
Xã Liberty (tiếng Anh: Liberty Township) là một xã thuộc quận Clinton, tiểu bang Iowa, Hoa Kỳ. Năm 2010, dân số của xã này là 332 người.